# Anna Maleras Colomé
Anna Maleras Colomé   (Barcelona, 1940) és una ballarina i coreògrafa coneguda especialment per la seva tasca de difusió de la dansa contemporània als Països Catalans i a Espanya. Va ser-hi pionera de la dansa contemporània i el jazz (la dansa del teatre i el cinema musical). El 1967 va crear l'Estudi Anna Maleras, que junt amb Heura són les primeres escoles de dansa contemporània a Catalunya. Va formar grans figures, com per exemple Francesc Bravo, Avelina Argüelles, Montse Colomé, Marta Almirall, Ramon Oller i Cesc Gelabert. És membre del Consell de la Dansa del Departament de Cultura de Catalunya.

## Formació
Es va formar en dansa clàssica, escola bolera i dansa espanyola a Barcelona. Va col·laborar amb nombrosos ballarins, coreògrafs i professors de dansa moderna, jazz i contemporani de diversos països de tot el món. És titulada per l'Institut del Teatre de Barcelona.

## Carrera professional
Va formar part com a ballarina del cos de ball del Gran Teatre del Liceu amb la companyia de Joan Magriñà. El 1967 va crear la seva escola, anomenada aleshores Estudi Anna Maleras i que actualment encara existeix, i a la qual encara dona classes, amb el nom d'Escola de dansa Anna Maleras.
A l'dècada dels 70 va revolucionar la dansa, cansada de l'oferta limitada que hi havia fins al moment (escola bolera de Barcelona o de Madrid-Sevilla, flamenc, dansa clàssica espanyola i dansa clàssica) incorporant la dansa que es feia en altres països, i especialment la dansa moderna, el jazz, el claqué i el contemporani. El 1979 va crear la companyia de dansa Grup Estudi Anna Maleras, que va dirigir fins a l'any de la seva dissolució, el 1989. De 1997 a 2004 va formar part del jurat dels Premis Nacionals de Catalunya.

## Curiositats
Entre els seus alumnes més coneguts, tot i que no per la dansa, es troba l'escriptor Luis Racionero.

## Premis i honors
- 2020: Medalla d'Or al Mèrit Cultural de l'Ajuntament de Barcelona[3]
- 2008: Creu de Sant Jordi, de la Generalitat de Catalunya
- 2004: Premi de l'Associació de Professionals de la Dansa de Catalunya
- 1999: Premi Nacional de l'ensenyament de les Arts, en l'especialitat de dansa contemporània
- 1999: Premi Cesc Gelabert
- 1996: Medalla d'Argent al Mérito a las Bellas Artes del Ministeri de Cultura d'Espanya
- 1988: Premi Nacional de Dansa, de la Generalitat de Catalunya
- 1985: Premi a la professionalitat, de la Universitat de Barcelona i Ràdio 4